# طويلة الصغرى (غيزانية)
طويلة الصغرى (بالفارسية: طویله کوچک) هي قرية تقع في إيران في قسم غيزانية الريفي. يقدر عدد سكانها بـ 178 نسمة بحسب إحصاء 2016.